# Лорънс Фишбърн
Лорънс Джош Фишбърн III (на английски: Laurence John Fishburne III, роден на 30 юли 1961 г.) е американски актьор, сценарист, режисьор и продуцент.
Най-известен е със своята роля като Морфей в научнофантастичната трилогия „Матрицата“. От 2008 г. до 2011 г. участва в ролята на Д-р Реймънд Лангстън в криминалния сериал „От местопрестъплението“ на тв канал CBS.
Печели Награда Тони за ролята на Стърлинг Джонсън в пиесата на Огъст Уилсън Two Trains Running (1992) и „Награда Еми за гостуващ актьор в драматичен сериал“ за участието си в TriBeCa (1993).

## Биография
Роден е в Огъста, Джорджия. Родителите му се развеждат, когато е дете и Лорънс заминава с майка си за Бруклин, Ню Йорк. Понастоящем живее в Калифорния.
Жени се за актрисата Хайна Мос през 1985 година, развеждат се през 1990 година и от този брак има две деца – син Лангстън (р. 1987) и дъщеря Монтана (р. 1991).
На 20 септември 2002 година се жени за друга актриса – Джина Торес, от която има дъщеря Дилайла (Delilah) родена 2007 година. През септември 2017 Джина обявява раздяла им.

### Кариера
Започва кариерата си на актьор с участието си в сапунената опера – One Life to Live през 1973 година. Следва участие във филма Cornbread, Earl and Me, където играе хлапе, свидетел на полицейска стрелба срещу известна баскетболна звезда.
По-късно участва в суперпродукцията на режисьора Франсис Форд Копола – „Апокалипсис сега“.
Участва в много филми, но една от запомнящите му се роли е във филма на режисьора Арн Глимчер – „Справедлива кауза“. В този филм си партнира със звезди като Шон Конъри и Кейт Капшоу, играейки ролята на шериф в малко провинциално градче в Джорджия.
Най-голямо впечатление прави в трилогията на Братя Уашовски – „Матрицата“, „Матрицата: Презареждане“ и „Матрицата: Революции“, в който му е поверена ролята на Морфей.
На 18 август 2008 г. е обявено, че Лорънс Фишбърн ще се присъедини към състава на „От местопрестъплението“, след като Уилям Питърсън (в ролята на Гил Грисъм) ще напусне в следващия сезон.

## Филмография

### Актьор
- (2014–сега) Black-ish
- (2017) Madiba
- (2017) Джон Уик 2
- (2016) Пасажери
- (2016) Батман срещу Супермен
- (2013 – 2015) Ханибал
- (2014) Ченге за един ден
- (2013) Кумба
- (2013) Човек от стомана
- (2013) Колонията
- (2011) Заразяване
- (2008 – 2011) От местопрестъплението
- (2010) Хищници
- (2009) Железен план
- (2008) Days of Wrath
- (2008) Изтезаван
- (2008) 21
- (2007) Фантастичната четворка и Сребърния сърфист
- (2007) На живот и смърт
- (2007) Костенурките нинджа
- (2006) Боби
- (2006) Невъзможна мисия 3
- (2006) Akeelah and the Bee
- (2005) True Crime: New York City (видеоигра)
- (2005) Нападение над участък 13
- (2003) Матрицата: Революции
- (2003) Реката на тайните
- (2003) Матрицата: Презареждане
- (2003) Бързи момчета
- (2001) Deep Cover Chill Factor
- (2001) Осмозис Джоунс
- (2000) Веднъж в живота
- (1999) Матрицата
- (1998) Always Outnumbered
- (1997) Смъртоносен хоризонт
- (1997) Гангстер
- (1997) Miss Evers' Boys
- (1996) Бягство
- (1996) The Tuskegee Airmen
- (1995) Опасна комбина
- (1995) Справедлива кауза
- (1995) Отело
- (1994) Alien Warrior
- (1994) Higher Learning
- (1993) Невинни ходове
- (1993) Тина
- (1992) Под прикритие
- (1991) Момчетата от квартала
- (1991) Процес от класа
- (1990) Decoration Day
- (1990) Кралят на Ню Йорк (as Larry Fishburne)
- (1990) Cadence (as Larry Fishburne)
- (1988) Червена топлина (as Larry Fishburne)
- (1987) Gardens of Stone
- (1987) Кошмари на Елм Стрийт 3: Воини в сънищата
- (1987) Pee-wee's Playhouse – Vols. 1 – 4
- (1987) Pee-wee's Playhouse – Vols. 5 – 8
- (1987) School Daze
- (1986) Quicksilver
- (1985) Пурпурен цвят
- (1984) Котън Клъб
- (1983) For Us the Living
- (1983) Rumble Fish
- (1981) Death Wish II (as Laurence Fishburne III)
- (1980) Willie & Phil
- (1979) Апокалипсис сега (като Лари Фишбърн)
- (1979) Fast Break
- (1975) Cornbread, Earl and Me
- (1973 – 1976) One Life to Live (тв)

### Продуцент
- (2006) Akeelah and the Bee
- (2000) Once in the Life
- (1997) Hoodlum

### Сценарист
- (2000) Once in the Life